# Manuel de Assis Mascarenhas
Manuel de Assis Mascarenhas (Goiás Velho, 28 de agosto de 1805 — 30 de janeiro de 1867) foi um magistrado, diplomata e político brasileiro.

## Biografia
Filho de Joana Bernardina do Nascimento Reis e de D. Francisco de Assis Mascarenhas, o então governador e capitão-geral. Eram, portanto, seus irmãos D. José de Assis Mascarenhas e D. Luís de Assis Mascarenhas, que também se destacaram na política e na magistratura.
Assim como seus irmãos, formou-se em direito pela Universidade de Coimbra, tornando-se magistrado no Brasil. Em 1838, seu irmão foi eleito deputado geral pela Província de Goiás e D. Manuel, aos 33 anos de idade, foi indicado para Presidente da Província do Rio Grande do Norte (1838-1841 e 1841-1842). Nas eleições de 1842, D. Manuel foi escolhido como único deputado geral para a 5ª Legislatura pela Província do Rio Grande do Norte. Porém, durante o mandato, foi nomeado Presidente da Província do Espírito Santo (1843-1844). 
Nas eleições de 1844 para a 6ª Legislatura da Assembleia Nacional (1845-1847), disputou a cadeira de deputado geral pela Província de Goiás, que anteriormente foi ocupada por seu irmão D. José de Assis Mascarenhas. E foi eleito e o mais votado por esta Província. Posteriormente, foi eleito deputado geral para a 8ª Legislatura da Assembleia Nacional em 1850, desta vez pela Província do Rio de Janeiro. No entanto, no mesmo ano (1850), foi nomeado Senador da República (cargo vitalício) para representar a Província do Rio Grande do Norte, função que exerceu nas legislaturas de 1850 até 1866.

O Correio Paulistano de 5 de fevereiro de 1867 publicou o seguinte anunciando seu falecimento:
Nascido na capital da provincia de Goyaz a 28 de Agosto de 1805, D. Manuel formou-se em direito na universidade de Coimbra, e pouco depois foi nomeado adido a legação brasileira em Berlim, e mais tarde secretário da de Vienna, onde também serviu interinamente como encarregado de negócios. Trocando a diplomacia pela magistratura, foi juiz de direito de Vassouras, servindo depois uma vara cível da corte até que foi nomeado desembargador. Como homem politico o snr. D. Manoel representou na camara temporaria primeiramente a provincia do Rio Grande do Norte, depois a de Goyaz e finalmente a do Rio de Janeiro, sendo a 12 de Junho de 1850 escolhido senador pelo Rio Grande do Norte. Em 1845 a 1848 foi na camara dos deputados um dos luzeiros da opposicao, em cujas fileiras militou quase sem tréguas durante toda a sua vida parlamentar. O finado era commendador da ordem de Christo, official da Rosa e gentil-homem da imperial camara, e como magistrado gosou sempre dos foros de inlegerismo e incorruptível, deixando um nome honrado e uma memória respeitada por amigos e adversarios. Sepulta-se hoje as 10 horas no cemiterio da ordem terceira de S. Francisco de Paula.
Foi deputado geral e senador do Império do Brasil de 1850 a 1867.
Foi presidente das províncias do Rio Grande do Norte e do Espírito Santo.